# Ėl'mir Nabiullin
Ėl'mir Ramilevič Nabiullin (in russo Эльмир Рамилевич Набиуллин?; Kazan', 8 marzo 1995) è un calciatore russo, difensore svincolato.

## Caratteristiche tecniche
È un terzino sinistro.

## Carriera

### Club
Cresciuto nelle giovanili del Rubin, ha esordito in prima squadra il 9 marzo 2014 in un match perso 1-0 contro l'Anži.

### Nazionale
Ha esordito con la nazionale russa il 31 marzo 2015 in un'amichevole pareggiata 0-0 contro il Kazakistan.

## Statistiche

### Presenze e reti nei club
Statistiche aggiornate al 16 febbraio 2018.
| Stagione            | Squadra               | Campionato          | Campionato | Campionato | Coppe nazionali | Coppe nazionali | Coppe nazionali | Coppe continentali | Coppe continentali | Coppe continentali | Altre coppe | Altre coppe | Altre coppe | Totale | Totale | Totale |
| Stagione            | Squadra               | Comp                | Pres       | Reti       | Comp            | Pres            | Reti            | Comp               | Pres               | Reti               | Comp        | Pres        | Reti        | Pres   | Reti   |        |
| ------------------- | --------------------- | ------------------- | ---------- | ---------- | --------------- | --------------- | --------------- | ------------------ | ------------------ | ------------------ | ----------- | ----------- | ----------- | ------ | ------ | ------ |
| 2013-2014           | Rubin                 | PL                  | 6          | 0          | CR              | 0               | 0               | -                  | -                  | -                  | -           | -           | -           | 6      | 0      |        |
| 2014-2015           | Rubin                 | PL                  | 25         | 1          | CR              | 1               | 0               | -                  | -                  | -                  | -           | -           | -           | 26     | 1      |        |
| 2015-2016           | Rubin                 | PL                  | 16         | 1          | CR              | 0               | 0               | UEL                | 8                  | 0                  | -           | -           | -           | 24     | 1      |        |
| 2016-2017           | Rubin                 | PL                  | 24         | 1          | CR              | 3               | 0               | -                  | -                  | -                  | -           | -           | -           | 27     | 1      |        |
| 2017-feb. 2018      | Rubin                 | PL                  | 14         | 1          | CR              | 1               | 0               | -                  | -                  | -                  | -           | -           | -           | 15     | 1      |        |
| Totale Rubin Kazan' | Totale Rubin Kazan'   | Totale Rubin Kazan' | 85         | 4          |                 | 5               | 0               |                    | 8                  | 0                  |             | -           | -           | 98     | 4      |        |
| feb.-giu. 2018      | Zenit San Pietroburgo | PL                  | 0          | 0          | CR              | -               | -               | UEL                | -                  | -                  | -           | -           | -           | 0      | 0      |        |
| Totale carriera     | Totale carriera       | Totale carriera     | 85         | 4          |                 | 5               | 0               |                    | 8                  | 0                  |             | -           | -           | 98     | 4      |        |

### Cronologia presenze e reti in nazionale
| Cronologia completa delle presenze e delle reti in nazionale ― Russia | Cronologia completa delle presenze e delle reti in nazionale ― Russia | Cronologia completa delle presenze e delle reti in nazionale ― Russia | Cronologia completa delle presenze e delle reti in nazionale ― Russia | Cronologia completa delle presenze e delle reti in nazionale ― Russia | Cronologia completa delle presenze e delle reti in nazionale ― Russia | Cronologia completa delle presenze e delle reti in nazionale ― Russia | Cronologia completa delle presenze e delle reti in nazionale ― Russia |
| Data                                                                  | Città                                                                 | In casa                                                               | Risultato                                                             | Ospiti                                                                | Competizione                                                          | Reti                                                                  | Note                                                                  |
| --------------------------------------------------------------------- | --------------------------------------------------------------------- | --------------------------------------------------------------------- | --------------------------------------------------------------------- | --------------------------------------------------------------------- | --------------------------------------------------------------------- | --------------------------------------------------------------------- | --------------------------------------------------------------------- |
| 31-3-2015                                                             | Chimki                                                                | Russia                                                                | 0 – 0                                                                 | Kazakistan                                                            | Amichevole                                                            | -                                                                     | 71’                                                                   |
| Totale                                                                |                                                                       | Presenze                                                              | 1                                                                     |                                                                       | Reti                                                                  | 0                                                                     |                                                                       |

## Palmarès

### Club

#### Competizioni nazionali
- Campionato russo: 1

Zenit San Pietroburgo: 2018-2019